# Václav Umlauf
Václav Umlauf (* 21. února 1960, Luhačovice) je český filosof, teolog a publicista, katolický kněz, člen jezuitského řádu a vysokoškolský pedagog.

## Život
Po studiu na gymnáziu (maturita 1979) pracoval jako horník. Byl aktivním stoupencem hnutí za lidská práva; v březnu 1980 byl zatčen, obviněn z trestných činů pobuřování a poškozování zájmů republiky v cizině a odsouzen na dvacet měsíců, které si odpykal ve věznici na Borech. Po návratu z vězení pracoval v Brně v různých dělnických profesích a byl činný při samizdatové publikaci křesťanských a jiných tiskovin. Za protikomunistickou činnost mu Ministerstvo obrany České republiky udělilo osvědčení účastníka odboje a odporu proti komunistickému režimu.
Po listopadu 1989 se zapojil do činnosti Občanského fóra v Brně. V roce 1990 odešel do kněžského semináře v Olomouci, v roce 1991 vstoupil do jezuitského řádu. Studoval teologii a filosofii v Paříži, Londýně a Mnichově, v roce 2000 byl vysvěcen na kněze. Přednášel na Hochschule für Philosophie v Mnichově a na Univerzitě Jana Evangelisty Purkyně v Ústí nad Labem. Od roku 2008 vyučuje jako externista na Fakultě humanitních studií Univerzity Karlovy v Praze. Od roku 2009 působí na katedře filozofie Fakulty přírodovědně-humanitní a pedagogické Technické univerzity v Liberci.

## Činnost

### Odborná
Z pozice ovlivněné především filosofickou hermeneutikou se zabývá zejména vlivem řeckého myšlení na současnou Evropu, lidskými právy, sekularizací, existencialismem a filosofií postmoderny.

### Občanská
Od roku 2003 provozoval občansky angažovaný web Umlaufoviny a E-republika, na němž se spolupracovníky a dopisovateli publikuje společenské analýzy a další texty (teologické, filosofické, religionistické i beletristické). Provozovatelem webu bylo od roku 2008 do února 2016 občanské sdružení Umlaufoviny, které též pořádá semináře, duchovní cvičení a další akce.